# The Wind at Dawn

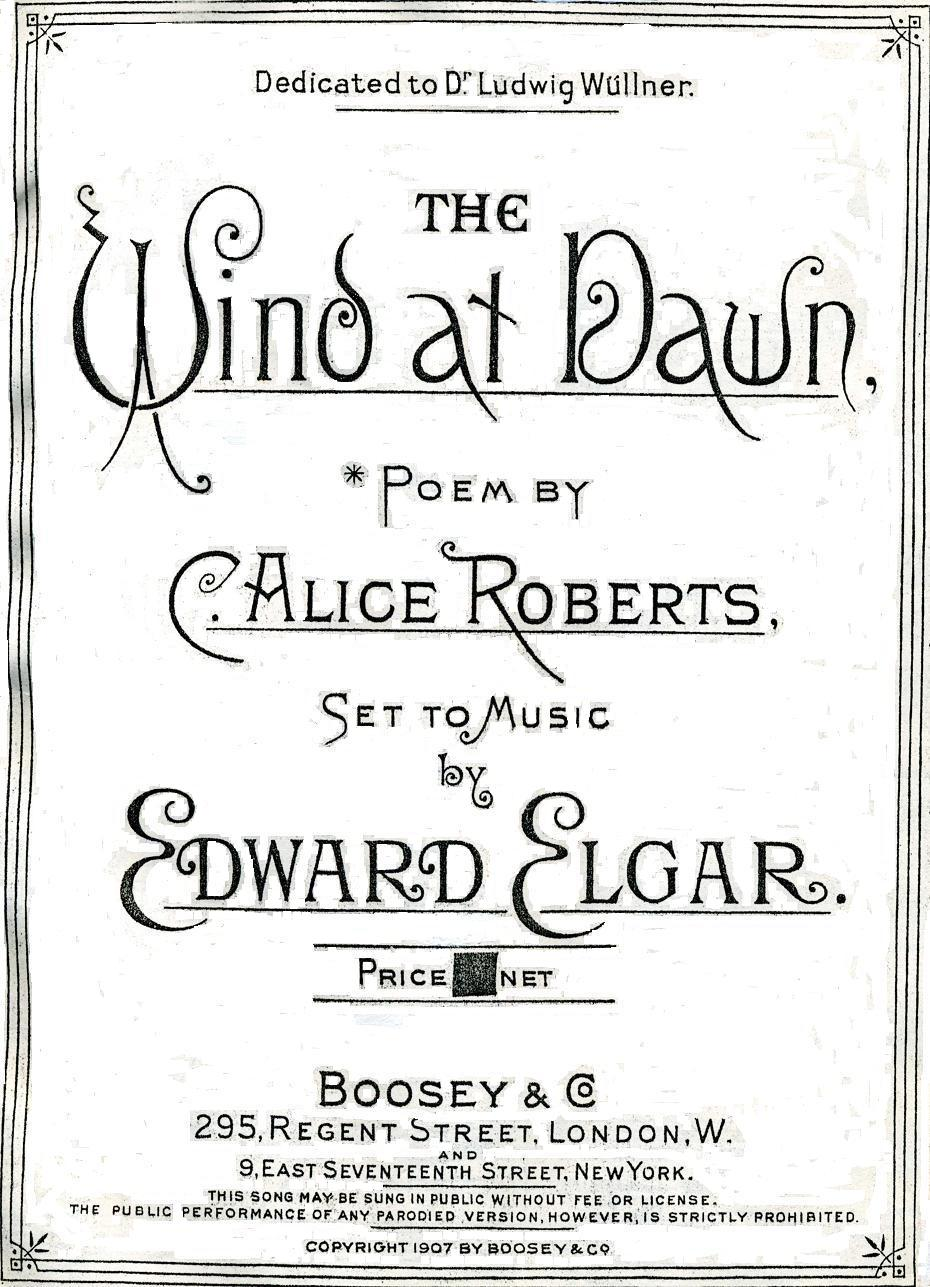
Couverture du poème de 1888.

The Wind at Dawn (Le vent à l'aube) est un poème mis en musique par le compositeur anglais Edward Elgar en 1888. Le poème est écrit en 1880 par Caroline Alice Roberts avant sa rencontre avec Elgar, ils se marient l'année suivant l'écriture de ce texte.
Alice offre le poème à Elgar pour leurs fiançailles. Il travaille tant sur la mise en musique — la partie de piano indépendante brillante, la voix tour à tour subtile et héroïque — qu'il gagne le premier prix, 5£, d'un concours organisé par l'éditeur Joseph Williams. Le chant apparait à la suite de cela dans le Magazine of Music de juillet 1888.
Edward offre à son tour Salut d'Amour comme présent de fiançailles et Jerrold Northrop Moore trouve des ressemblances entre les deux œuvres.
The Wind at Dawn est publié par Boosey & Co. en 1907, une dédicace au ténor allemand Ludwig Wüllner est ajoutée.
Elgar orchestre cette pièce en 1912.

## Paroles
THE WIND AT DAWN
And the wind, the wind went out to meet with the sun
At the dawn when the night was done,
And he racked the clouds in lofty disdain
As they flocked in his airy train.
And the earth was grey, and grey was the sky,
In the hour when the stars must die;
And the moon had fled with her sad, wan light,
For her kingdom was gone with night.
Then the sun upleapt in might and in power,
And the worlds woke to hail the hour,
And the sea stream’d red from the kiss of his brow,
There was glory and light enow.
To his tawny mane and tangle of flush
Leapt the wind with a blast and a rush;
In his strength unseen, in triumph upborne,
Rode he out to meet with the morn!

## Enregistrements
- Songs and Piano Music by Edward Elgar. The Wind at Dawn interprété par Amanda Pitt (soprano), avec David Owen Norris (piano).
- Rarely Heard Elgar. Version orchestrale de The Wind at Dawn. Orchestre symphonique de Munich avec Douglas Bostock, ClassicO label.
- Elgar: Complete Songs for Voice & Piano. Amanda Roocroft (soprano), Reinild Mees (piano)
- The Songs of Edward Elgar SOMM CD 220. Christopher Maltman (baryton) avec Malcolm Martineau (piano), Southlands College, Londres, avril 1999